# Microclysia paulseni
Microclysia paulseni är en fjärilsart som beskrevs av Bartlett-calvert 1893. Microclysia paulseni ingår i släktet Microclysia och familjen mätare. Inga underarter finns listade i Catalogue of Life.